# Mauro Gerosa
Mauro Gerosa (Oggiono, 9 oktober 1974) is een Italiaans wielrenner. De in Oggiono geboren Gerosa werd prof in 1999 bij Amica Chips en reed vervolgens vier jaar voor Tacconi Sport, dat later Vini Caldirola werd. In 2005 reed Gerosa voor Liquigas. Hij beëindigde zijn carrière bij Miche. Hij behaalde in zijn loopbaan geen enkele overwinning.

## Resultaten in voornaamste wedstrijden
| Jaar | Ronde van Italië | Ronde van Frankrijk | Ronde van Spanje |
| ---- | ---------------- | ------------------- | ---------------- |
| 2000 | 97e              |                     |                  |
| 2001 | 77e              |                     |                  |
| 2002 | 102e             |                     |                  |
| 2003 | 79e              |                     |                  |
| 2004 | 62e              |                     | 95e              |
| 2005 |                  | 137e                | 103e             |

| Jaar | Milaan-San Remo | Gent-Wevelgem | Ronde van Vlaanderen | Amstel Gold Race | Ronde van Lombardije |
| ---- | --------------- | ------------- | -------------------- | ---------------- | -------------------- |
| 2000 |                 |               |                      |                  |                      |
| 2001 | 155e            |               |                      |                  |                      |
| 2002 |                 |               |                      | 90e              |                      |
| 2003 |                 |               | 26e                  |                  |                      |
| 2004 | 117e            |               |                      |                  |                      |
| 2005 | 139e            | 61e           | 80e                  |                  | 51e                  |